# Oleg Musi
Oleg Stepanovich Musi (en ucraniano: Олег Степанович Мусій, nacido el 12 de mayo de 1965) es un médico, activista social y político ucraniano. Fue organizador del servicio médico en el Euromaidán y desde el 27 de febrero de 2014, Ministro de Sanidad en el gobierno de Yatseniuk